# Vallée de Sága
Sága Vallis
Pour les articles homonymes, voir Saga (homonymie).
La vallée de Sága (désignation internationale : Sága Vallis) est une vallée située sur Vénus dans le quadrangle de Snegurochka Planitia. Elle a été nommée en référence à Sága, déesse nordique en forme de chute d'eau.